# 사카이노촌 (군마현)
사카이노촌(일본어: 境野村)은 일본 군마현의 동부, 야마다군 속했던 촌이다.

## 역사
- 1889년 4월 1일 - 정촌제 시행에 의해 야마다군 사카이노촌이 성립하였다.
- 1933년 4월 1일 - 기류시에 편입되었다.

## 인구
- 1920년：4,694명
- 1925년：4,844명

## 교통

### 철도
촌내에는 료모선이 지나가지만 당시에는 역이 없었다(기류시 편입 후 짧은 기간이었지만 히가시기류역이 설치되었다). 

## 참고 문헌
- 角川日本地名大辞典編纂委員会, 『角川日本地名大辞典 10 群馬県』1988, 角川書店